# Lovisa (namn)

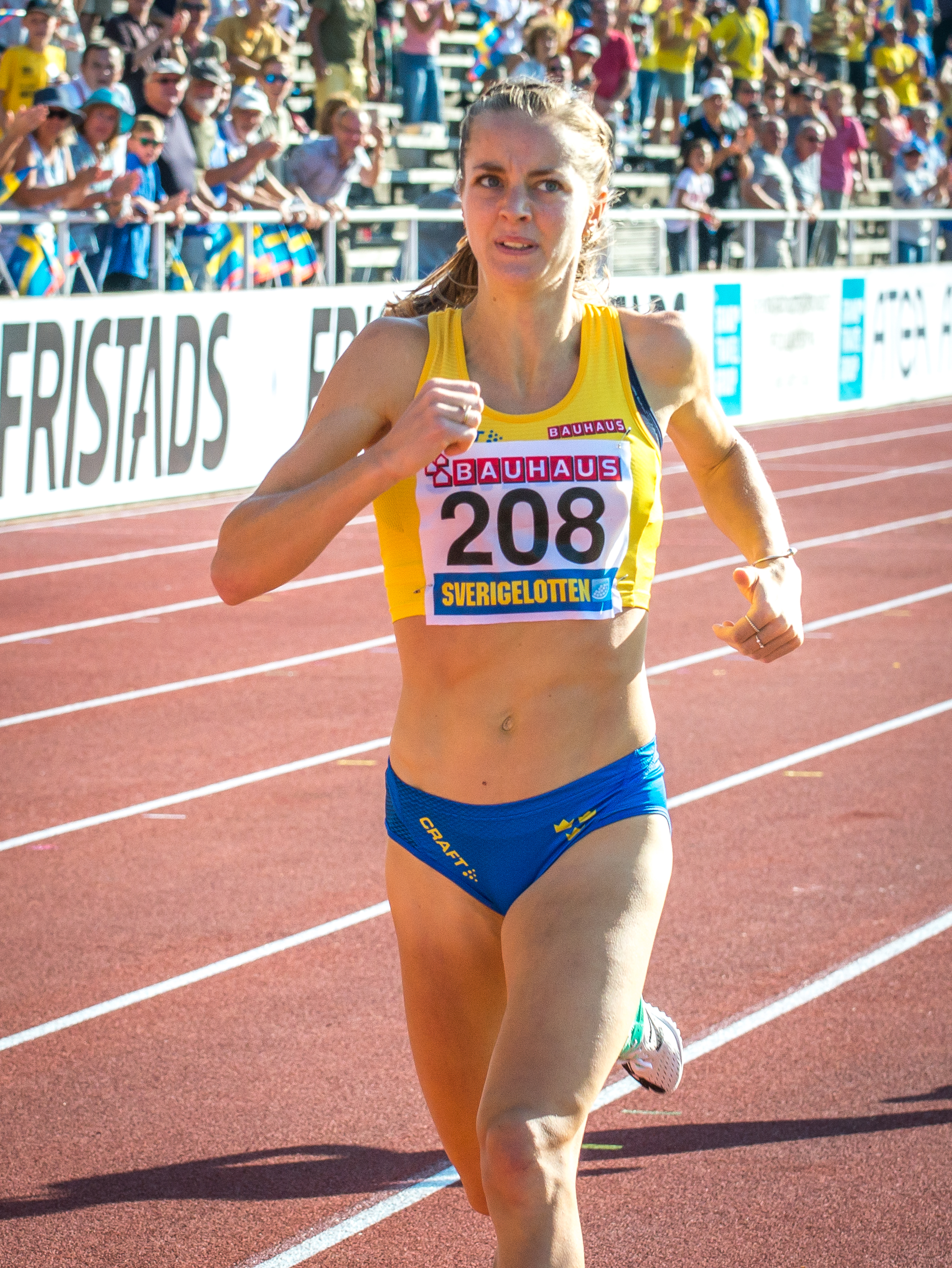
Lovisa Lindh, 2019.

Kvinnonamnet Lovisa är en försvenskad form av Louise som har sitt ursprung i namnet Ludvig och har använts som dopnamn i Sverige sedan 1600-talet. Namnet fick en plats i almanackan år 1750 när kung Adolf Fredrik gifte sig med Lovisa Ulrika av Preussen (1744). Kortformen Lova har sin grund i namnet Lovisa.
Namnet Lovisa var särskilt populärt under sent 1800-tal och tidigt 1900-tal för att under 2000-talet åter vara bland de 20 till 30 populäraste namnen på nyfödda flickor. Den 31 december 2008 fanns totalt 29 046 personer i Sverige med namnet Lovisa, varav 9 476 med namnet som tilltalsnamn.
Lovisa har namnsdag i Sverige 25 augusti. I den finlandssvenska namnsdagslängden har Lovisa namnsdag 25 augusti sedan starten 1929, då en egen namnsdagskalender togs i bruk för finlandssvenskar.
Lovisa betyder "hjälte" eller "berömd kämpe".

## Personer med namnet Lovisa
- Louise av Sverige, dansk drottning 1906, dotter till kung Karl XV
- Lovisa Ulrika av Preussen, drottning av Sverige, gift med kung Adolf Fredrik
- Lovisa av Nederländerna, drottning av Sverige, gift med kung Karl XV
- Louise Mountbatten, drottning av Sverige, gift med kung Gustaf VI Adolf – drottningnamnet försvenskades inte längre till Lovisa på 1900-talet
- Lovisa Hedvig, svensk prinsessa (född och död 1797), dotter till kung Karl XIII
- Luise av Baden, österrikisk titulär adelsprinsessa 1830, gift med svenske tronpretendenten prins Gustav av Wasa
- Lovisa Augusta av Danmark, tysk furstinna 1786 (Holstein-Augustenburg)
- Lovisa Augusti, operasångare, medlem i musikakademien
- Lovisa Fredrica Bellman, skalden Bellmans hustru
- Lovisa von Burghausen, svenska känd för sin tid som slav i Ryssland under stora nordiska kriget
- Lovisa Maria Ekenmark, svensk textilkonstnär
- Lovisa Charlotta Malm-Reuterholm, finsk konstnär
- Lovisa Meijerfeldt, svensk grevinna, en av De tre gracerna vid Gustav III:s hov
- Lovisa Simson, Sveriges första kvinnliga teaterdirektör
- Lovisa Åhrberg (1801–1881), självlärd läkare, en av Sveriges första kvinnliga läkare
- Lovisa Lindh, svensk friidrottare, medeldistanslöpare

## Fiktiva figurer med namnet Lovisa
- Lovisa, Bert-serietidningarna, kusin till Emilia
- Lovis, mor till Ronja rövardotter